# Игги Поп
Джеймс Нью́эл О́стерберг-младший (англ. James Newell Osterberg, Jr.; род. 21 апреля 1947[…], Маскигон, Мичиган), более известный как И́гги Поп (англ. Iggy Pop) — американский рок-вокалист, один из зачинателей и гуру альтернативного рока. За вклад в развитие рок-альтернативы его величают «крёстным отцом» (иногда «дедушкой») панк-рока и гранжа. В 2009 году британский журнал Classic Rock удостоил его звания «Живая легенда».
В конце 1960-х — начале 1970-х годов Игги Поп был вокалистом в рок-группе The Stooges, которая сильно повлияла на развитие зарождающихся хард-рока и панк-рока. The Stooges стали скандально известными своими концертными выступлениями, часто в ходе которых Игги (традиционно выступавший с обнажённым торсом) калечил себя, оскорблял зрителей, раздевался и прыгал со сцены в толпу (первым использовал stage dive). The Stooges были семь раз неудачно номинированы на включение в Зал славы рок-н-ролла, наконец, 15 марта 2010 года они были введены туда на торжественной церемонии, состоявшейся в Нью-Йорке.
Популярность Игги не раз менялась на протяжении всей его последующей сольной карьеры. Его наиболее известные сольные песни — «Lust for Life», «I’m Bored», «Real Wild Child (Wild One)», «The Passenger» и хит-сингл «Candy» (дуэт с вокалисткой The B-52's, Кейт Пирсон) попавший в Top 40. Биографический фильм о его жизни и карьере под названием «The Passenger» находится в разработке. Прозвище «Игги» ему дали Майкл Эрлевайн и прочие товарищи по группе «Prime Movers» за то, что Остерберг прежде играл в группе «The Iguanas». Игги Поп общепризнан как один из самых динамичных исполнителей всех времён. С 1990-х много снимается в кино.

## Детство

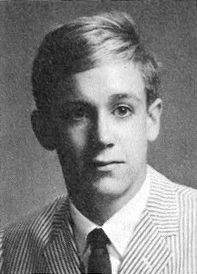
Поп в выпускном классе старшей школы, 1965 год

Игги Поп родился в Маскигоне (Мичиган). Сын Луэллы (урождённой Кристенсен) и Джеймса Ньюэлла Остерберга старшего, работавшего учителем английского языка и тренером по бейсболу в средней школе Фордсона в городе Дирборн, штат Мичиган. Игги вырос в трейлер-парке в городе Ипсиланти, штат Мичиган. «Мы жили в трейлере. На стоянке номер 96. А всего номеров было 113. Во всём этом лагере высшее образование было у двух людей — моих родителей» — вспоминал певец позже. Если верить опубликованной музыкантом в 1982 году автобиографии, его с детства завораживали монотонные звуки электробритвы отца и конвейера на местном заводе. Игги Поп рассказал, в одном из интервью:
Впервые мне захотелось стать музыкантом, когда мы ехали по двухполосному шоссе в Мичигане. Я сидел сзади в кадиллаке 1949 года — мой отец всегда знал толк в машинах. В динамиках Фрэнк Синатра пел: «Мечты сбываются, это может случиться, если ты молод сердцем» (англ. «Fairy tales can come true, it can happen to you if you’re young at heart»). Отец подпевал. С того дня, когда люди спрашивали меня, кем я хочу стать, я отвечал: певцом.

Потом, с возрастом, я стал понимать, что это не очень-то реально. И тогда я решил, что стану политиком.
Игги Поп имеет ирландские и английские корни по отцовской линии, а также норвежскую родословную по материнской. Его отец был усыновлён шведско-американской семьёй, поэтому фамилия семьи шведская (Österberg).

## Музыкальная карьера

### Ранние годы: 1960—1967
Остерберг начал свою музыкальную карьеру в качестве барабанщика в различных группах средней школы в Анн-Арборе, штат Мичиган. Один из коллективов назывался «The Iguanas», от названия которых он взял своё будущее прозвище Игги. Позже музыкант вспоминал:

Я стал Игги, потому что у меня был босс-садист в музыкальной лавке. Я играл в группе The Iguanas. Желая унизить меня или напугать, он говорил: «Игги, принеси-ка мне кофе без кофеина». Это выводило меня из себя, ведь тогда крутых ребят называли Таб или Рок. У меня появилась кличка, которую знал весь город, и это было мучение. Как-то мы играли на разогреве у Blood, Sweat& Tears. За вечер мы заработали, кажется, пятьдесят баксов на всю группу. Зато у нас появилось много новых поклонников, и Michigan Daily напечатала о нас большую статью, в которой автор называл меня Игги. Я такой: «Бл*! О нас пишут в прессе, но зовут меня Игги». Но что я мог сделать? Я знал цену пиару. Так что я приделал маленькое «Поп» на конце. Мне потребовалось тридцать лет, чтобы превратить это имя в то, чего мне хотелось.
— Из интервью журналу Esquire
После исследования стиля местного блюза, в таких группах как «The Prime Movers» (с братьями Деном и Майклом Эрлевайнами), он в конце концов ушёл из университета Мичигана и переехал в Чикаго, чтобы узнать ещё больше о блюзе. Хотя в Чикаго он играл на барабанах в блюзовых клубах, ему помог Сэм Лэй (бывший участник Paul Butterfield Blues Band), который поделился своими связями с Игги. Вдохновлённый блюзом Чикаго, а также такими группами как The Sonics и MC5, он сформировал Psychedelic Stooges, и начал называть себя Игги. Группа состояла из Игги, который взял на себя обязанности вокалиста, Рона Эштона на гитаре, его брата Скотта Эштона на ударных, и басиста Дэйва Александера.

### Период The Stooges: 1968—1975
Мои родители уступили мне свою спальню, я переехал туда со своей ударной установкой. Отец сидел тут же, с пятимиллиметровой армейской стрижкой, и читал газету. Родители хотели развить во мне творческую жилку. Со временем их представление о творчестве стало растягиваться. Состарившись, они вдруг поняли: «О Господи, наш сын — Игги Поп».
Формирование собственного стиля Игги Попа началось, когда он побывал на выступлении The Doors в 1967 в Мичиганском университете. Он был поражён сценическим поведением вокалиста Джима Моррисона. Экстремальное поведение Моррисона во время выступления известной группы вдохновила молодого Игги «раздвинуть границы сцены». Позднее он изобрел прыжок в толпу «стэйдж дайвинг» (англ. stage diving) в Детройте. На сцене в Игги словно вселялся легион бесов: выступая с обнажённым торсом и расстёгнутой ширинкой, он всячески бесчинствовал, «нырял» в толпу фанатов, оказываясь к концу шоу вымазанным в собственной крови от царапин, теперь Игги сам будет вдохновлять других.

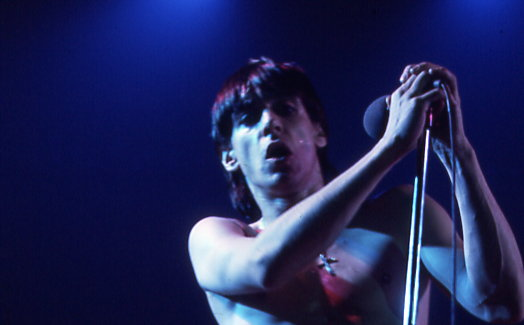
Игги Поп в Торонто 1977

В 1968 году, через год после своего дебюта на сцене, группа, сократившая название до «The Stooges», подписала контракт с Elektra Records. Снова следуя по стопам The Doors, которые были самым крупным проектом лейбла в то время (сообщается, что Игги звонил Мо Говарду, чтобы сказать, что он окрестит свою группу «The Stooges», на что Говард ответил «Меня не волнует, как они сами себя называют, пока они не The Three Stooges!» и повесил трубку). Первые два альбома группы, одноимённый «The Stooges» и «Fun House», (на которых Игги был записан, к его большому недовольству, в качестве «Iggy Stooge»), спродюсированные Джоном Кейлом, продавались плохо. Вскоре после присоединения новых членов группа распалась из-за растущей героиновой зависимости Попа.
В 1971 году Игги Поп и Дэвид Боуи встретились в нью-йоркском ночном клубе под названием Max’s Kansas City. Карьера Попа получила импульс от дружбы с Боуи, когда тот решил в 1973 году продюсировать альбом Попа в Англии. В качестве гитариста Поп пригласил Джеймса Уильямсона, после чего начались поиски ритм-секции. Однако, поскольку ни Поп, ни Боуи не остались полностью довольными сессионными музыкантами в Англии, они решили вновь объединить The Stooges. Однако полного воссоединения не произошло, поскольку Дэйв Александер, впавший в запой, не смог сыграть на записи. Позже он скончался в 1975 году. Кроме того, Рон Эштон неохотно перешёл с гитары на бас, чтобы освободить место для Уильямсона. Процесс записи превратился в альбом Raw Power. После выхода альбома Скотт Тёрстон был добавлен в группу в качестве клавишника. Боуи продолжал свою поддержку, но проблемы с наркотиками у Попа оставались. Сложные взаимоотношения двух музыкантов предположительно легли в основу фильма «Бархатная золотая жила».
Последнее выступление The Stooges закончилось грандиозной дракой между группой и байкерами, задокументированной в концертном альбоме Metallic K.O.. Злоупотребление наркотиками снова завело его карьеру в тупик на несколько лет.
В середине 1970-х Игги Поп пытался сколотить новую группу с клавишником Рэем Манзареком (The Doors), но дело закончилось тем, что Игги Поп попал на излечение от наркозависимости в психиатрическую клинику.

### Боуи и Берлин: 1976—1978

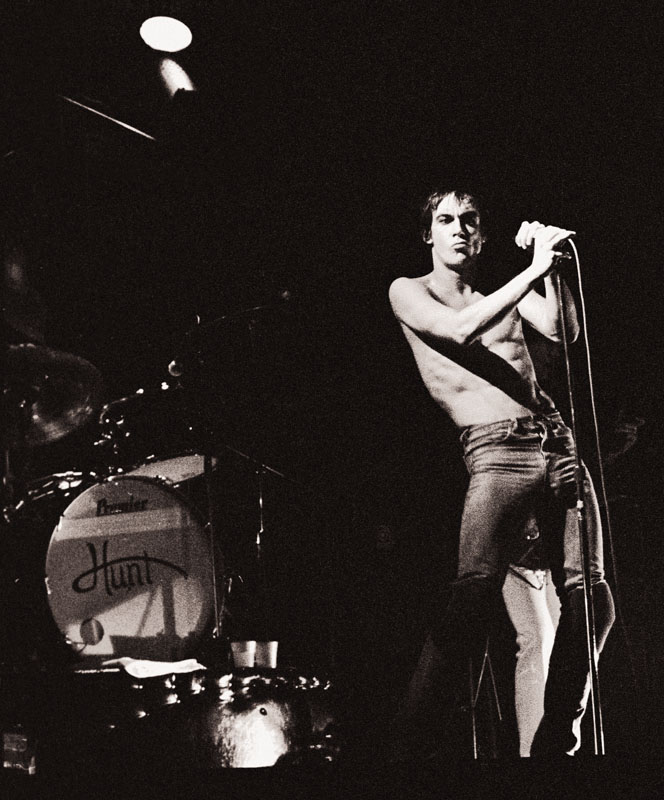
Концерт в Миннеаполисе, 1977

После второго распада The Stooges Игги Поп сделал несколько записей с Джеймсом Уильямсоном, но они не были опубликованы до 1977 года. Одной из них был альбом «Kill City», сочинённый совместно Игги Попом и Уильямсоном. Игги был не в состоянии контролировать своё употребление наркотиков и добровольно лег в психиатрическую клинику, чтобы попытаться избавиться от героиновой зависимости. Боуи был одним из немногих его посетителей, он продолжал оказывать поддержку своему другу и соавтору. Кроме того, ходят слухи, что Боуи тайно проносил туда кокаин для Игги. Позже Боуи комментировал это в интервью журналу Esquire: «Кажется, это был я и Деннис Хоппер — те, кто таскал Игги Попу наркотики прямо в больницу. По-моему, его забрали в психиатрическое отделение в 1975-м, и, когда мы приехали туда, всякое дерьмо буквально вываливалось у нас из карманов. Вообще-то в больницы не пускают с наркотиками, но мы были сумасшедшими, и поэтому сумели пронести все, что у нас было. Я даже не помню, чтобы мы испытывали что-то типа страха. Ведь там, в больнице, был наш друг, и мы должны были принести ему хоть что-то, потому что у него уже очень давно не было ничего». В 1976 году Боуи взял его с собой как сопровождающего в свой концертный тур Station to Station. Это было первым крупномасштабным профессиональным гастрольным опытом Игги Попа, и он был поражён, в частности, уровнем работы Боуи. Боуи и Игги Поп переехали в Западный Берлин, чтобы избавиться от наркотической зависимости.
В том же 1976 году друзья вместе посетили Москву как туристы.
В 1977 году Игги Поп подписал контракт с RCA Records, Боуи помог написать ему тексты и спродюсировал два самых известных сольных альбома Попа «The Idiot» и «Lust for Life» (с командой братьев, Хантом и Тони Сэйлс), отмеченные влиянием электронной музыки. Среди песен, совместно написанных с Боуи, были «China Girl», «Tonight» и «Sister Midnight», все их Боуи использовал на собственных альбомах позже (последняя из них была перезаписана с другим текстом как «Red Money» в альбоме «Lodger»). Боуи также играл на клавишных в живых выступлениях Попа, некоторые из которых включены в концертный альбом «TV Eye» в 1978 году. В свою очередь, Игги исполнил бэк-вокал в альбоме Боуи «Low».

### Arista Record: 1979—1981

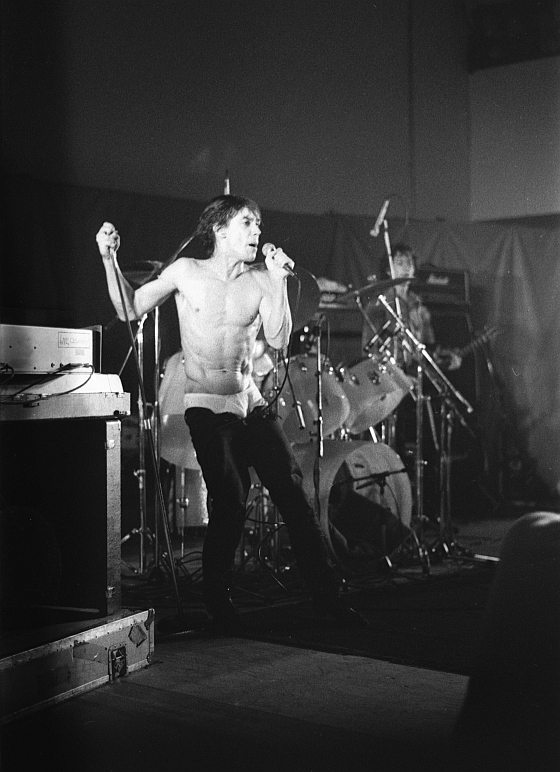
Игги Поп, Кардифф, 1979

У Игги Попа росло недовольство лейблом RCA, позже он признал, что выпустил TV Eye, чтобы быстрее покончить с контрактом на 3 альбома для этого лейбла. Он перешёл на Arista Records, под знаменем которых выпустил New Values в 1979 году. Этот альбом должен был стать чем-то вроде воссоединения The Stooges с Джеймсом Уильямсоном в роли продюсера и, современного члена The Stooges, Скотта Тёрстона, на гитаре и клавишных. Стиль альбома вернулся к гитарному саунду The Stooges. Несмотря на то, что альбом был высоко оценён многими поклонниками (некоторые предпочитают ему сотрудничество с Боуи), New Values не имел большого успеха, несмотря на наличие сильного материала, включая «I’m Bored» и «Five Foot One».
Однако New Values был довольно успешным в Австралии и Новой Зеландии, что привело к первым визитам Игги Попа в эти страны и дополнительному продвижению альбома. В Мельбурне, стало памятным его появление на шоу Countdown компании Australian Broadcasting Corporation. Во время своего анархического исполнения «I’m Bored», Игги не пытался скрыть исполнение под фонограмму и размахивая микрофоном в самых непредвиденных местах пытался схватить девушек из аудитории. Он также давал интервью Яну «Молли» Мелдраму, которое часто прерывалось подпрыгиванием певца на стуле и громким восклицанием «G’day mate», с имитацией австралийского акцента. Его появление считается одним из самых ярких в истории шоу, и оно укрепило его популярность среди австралийских фанов панка, с тех пор он неоднократно гастролировал там. Во время посещения Новой Зеландии, Игги Поп записал музыкальное видео для «I’m Bored», где он, казалось, дал пощёчину женщине и плеснул вино в фотографа. В то время в Австралии Игги Поп также стал гостем и дал интервью в ночном шоу на Ten Network. Неизвестно, существуют ли записи этого интервью, но его появление в шоу Countdown часто повторяют на австралийском телевидении.
Во время записи Soldier (1980), Игги Поп и Уильямсон поссорились в процессе производства альбома (последний хотел тип звука, как у Фила Спектра), и Уильямсон был уволен (после этого, как утверждается, они не разговаривали на протяжении 18 лет). Дэвид Боуи появился в песне «Play it Safe», исполнив бэк-вокал с группой Simple Minds. Этот альбом и вышедший годом позже Party (1981) были коммерчески неудачными, Игги выгнали с Arista Records. Его пристрастие к наркотикам то крепло, то слабело, но сохранялось. Почти все песни из альбома Party были написаны в соавторстве с Иваном Кралом, включая «Bang Bang».

### Восьмидесятые
В 1980 году Игги Поп опубликовал автобиографию «I NEED MORE» в соавторстве с мичиганским меценатом Энн Уехер из Энн-Арбора. Книга включает в себя избранные чёрно-белые фотографии и предисловие Энди Уорхола. Уорхол говорит, что он встретился с Игги, когда тот был ещё Джимом Остербергом, на кинофестивале в Энн-Арборе в 1966 году. «Я не знаю, почему это не сделало его действительно популярным, ведь он настолько хорош», — написал художник о нём.
У меня нет особых предпочтений. Я предпочитаю пять долларов трем долларам. Вот, пожалуй, и все.
Альбом Zombie Birdhouse 1982 года, выпущенный на лейбле Криса Стайна Animal Records, спродюсированный Стайном, был не более коммерчески успешным, чем его работы на прежнем лейбле Arista, но, опять же, в 1983 году судьба Игги Попа изменилась, когда Дэвид Боуи записал кавер-версию песни «China Girl». Песня первоначально появилась в альбоме Игги The Idiot и была основным хитом в альбоме-блокбастере Боуи Let's Dance. Как соавтор песни Поп получил существенные гонорары. В альбоме Tonight в 1984 году Боуи записал ещё две совместно сочинённые ими песни периода альбома Lust for Life — «Tonight» и «Neighborhood Threat». Игги Поп был обеспечен дивидендами по крайней мере в краткосрочной перспективе. Поддержка друга подтолкнула Игги к решению проблем с IRS и позволила ему сделать трёхлетний перерыв, в течение которого он преодолел свою героиновую зависимость, брал уроки актёрского мастерства и успел жениться.
В 1984 году Игги Поп исполнил заглавную песню (со Стивом Джонсом, ранее игравшим в Sex Pistols, на гитаре) к фильму «Repo Man» (в российском прокате Конфискатор), а также инструментальную тему, названную «Repo Man Theme», которая играла во время начальных титров.
В 1985 году Поп записал несколько демо с Джонсом. Он показал эти демо Боуи, который был достаточно впечатлён, чтобы предложить продюсировать альбом Попа. Альбом 1986 года Blah Blah Blah был записан под влиянием стиля «новая волна». Этот альбом содержал сингл «Real Wild Child (Wild One)» — кавер-версию песни «Wild One», ставшей в 1959 году хитом австралийского пионера рок-н-ролла Джонни О’Кифа. Сингл Игги Попа вошёл в Top 10 в Великобритании и имел успех во всём мире, особенно в Австралии, где последние двадцать лет он использовался в качестве музыкальной темы ночного музыкального шоу Rage на ABC. «Real Wild Child (Wild One)» по-прежнему одна из немногих работ Попа, имевшая крупный коммерческий успех. Blah Blah Blah стал самым успешным альбомом в чартах США со времен альбома The Idiot, достигнув 75 позиции в хит-параде Billboard 200.
Кроме того, выпущенный в 1985 году фильм Rock & Rule, содержал песни Игги Попа и Лу Рида для персонажа Мока. Песня Попа «Pain & Suffering» звучит в финальном эпизоде фильма.
В 1987 году Поп появился (наряду с Bootsy Collins) в инструментальном альбоме «Neo Geo» японского композитора Рюити Сакамото. Клип на «Risky», сценаристом и режиссёром которого является Майерт Эвис (англ. Meiert Avis), выиграл впервые в истории приз MTV Breakthrough Video Award. Новаторское видео, исследующее трансгуманистическо-философские идеи ностальгии FM-2030 по будущему, представлено в форме романа между роботом и одной из моделей Ман Рэя в Париже в конце 1930-х годов. Дополнительное вдохновение брали из работ Жана Бодрийяра, «Живописи половой зрелости» Эдварда Мунка, «Смерти автора» Ролана Барта. Сюрреалистическое чёрно-белое видео использует остановки движения, свето-живопись и другие ретроэффекты камеры. Майерт Эвис задействовал Сакамото во время работы над партитурой для «Последнего Императора» в Лондоне. Сакамото также появляется в видео рисуя слова и фразы на открытых объективах камеры. Игги Поп, который исполняет вокал в песне «Risky», предпочёл не появляться в видео, что позволяет наблюдать во время его исполнения сюрреалистическую эпоху роботов.
Вышедший после Blah Blah Blah альбом Instinct (1988) в музыкальном плане представлял собой возвращение к тяжёлому гитарному звучанию, будучи из всех альбомов Игги Попа наиболее близким по стилю к творчеству The Stooges. После выхода альбома студия звукозаписи A&M Records, ожидавшая чего-то вроде Blah Blah Blah, рассталась с музыкантом. 19 июля 1988 года в Бостоне выступление, проходившее в рамках тура в поддержку Instinct, было записано King Biscuit Flower Hour. В концертах принимали участие гитарист Энди МакКой и бас-гитарист Элвин Гиббс.

### Девяностые
В 1990 году Поп записал альбом Brick by Brick, спродюсированный Доном Уэсом, в сотрудничестве с музыкантами группы Guns N' Roses Слэшем и Даффом Маккаганом и вокалисткой Кейт Пирсон из The B-52's в качестве гостей, а также приглашает участников многих местных голливудских групп, исполнить бэк-вокал в альбоме. Двое из которых, Уайти Кирст и Крейг Пайк, создают свою собственную группу, гастролируют с Игги и появляются на видео «Kiss My Blood» (1991), снятого под руководством всемирно известного режиссёра Тима Поупа, в парижской Олимпии. Видео привлекло много споров, на некоторых кадрах Поп выступал с голым пенисом перед аудиторией. Это был его первый альбом получивший золотой статус в США (проданный в количестве более 500 000 экземпляров) и его первый хит попавший в Top40, «Candy», исполненный дуэтом с вокалисткой B-52's Кейт Пирсон.
Кроме того, в 1990 году, Поп сыграл главную роль в неоднозначной опере «The Manson Family», композитора Джона Морана, выпущенной Point Music/Phillip Classics, где он пел в роли прокурора Винсента Баглиоси. В этом году он также принимал участие в проекте Red Hot + Blue, спев версию песни «Well Did You Evah!», дуэтом с Дэборой Харри (вокалистка группы Blondie).
В 1991 году Поп и Уайти Кирст сочинили песню «Why Was I Born (Freddy’s Dead)», для саундтрека к фильму Фредди мёртв. Последний кошмар. Песня также играет на финальных титрах фильма, с компиляцией кадров из сериала «Кошмар на улице Вязов», показывающихся вместе с титрами.
В 1992 году он сотрудничал с Гораном Бреговичем на саундтреке к кинофильму «Аризонская Мечта» Эмира Кустурицы. Поп спел четыре песни: «In the Deathcar», «TV Screen», «Get the Money», и «This is a Film». Также в 1992, он сотрудничал с нью-йоркской группой «White Zombie». Игги сделал запись вокала, произносимого в начале и конце песни «Black Sunshine», а также он исполнил роль писателя, на видео к песне. Игги выделили особой благодарностью, в примечаниях к альбому группы — La Sexorcisto: Devil Music, Vol. 1.
В 1993 году Поп выпустил альбом «American Caesar», включавший в себя два успешных сингла «Wild America» и «Beside You». В следующем году Поп вносит свой вклад в альбом «Giant Robot» группы Buckethead, также содержащий песни «Buckethead’s Toy Store» и «Post Office Buddy». Также Игги появился в альбоме «Système D» французской поп-рок-группы «Les Rita Mitsouko», где он спел дуэтом с Катрин Ренже песню «My Love is Bad».
В 1995 году Поп снова стал очень популярен, большую долю славы ему принесло появление его песни «Lust for Life» в фильме «На игле». Для песни было снято новое видео, с кадрами из фильма и студийными съёмками Игги, танцующего с одним из звёзд фильма, Эваном Бремнером. Концерт Игги Попа был сюжетным моментом в фильме. Песня также использовалась в телевизионной рекламе для Royal Caribbean Cruise Lines (со многими музыкальными критиками, осуждающими использование этой песни как содействие хорошему круизу) и как музыкальная тема для The Jim Rome Show, национальному американскому спортивному ток-шоу.
Также в 1995 году, Поп выпустил альбом «Naughty Little Doggie», с Уайти Кирст игравшей на гитаре, и сингл «I Wanna Live». В 1997 году Игги ремикшировал «Raw Power», чтобы придать ему грубый, более бескомпромиссный звук; в течение многих лет поклонники жаловались, что оригинальная запись сведённая Дэвидом Боуи, была грязной и недостающей в басах. Он отметил, на обложке переизданного диска, что «всё ещё в долгу». Поп был сопродюсером его альбома «Avenue B» (1999) с Доном Уэсом, и выпустил сингл «Corruption».
Влиятельный журнал классической науки, «Classics Ireland», выбрал для публикации размышления Попа о книге «History of the decline and fall of the Roman empire» (История упадка и разрушения Римской империи), Эдварда Гиббона в его краткой статье «Цезарь Живёт», (Выпуск. 2, 1995). Поп также рассказывает, что чтение Гиббона во время тура по югу Соединённых Штатов, вдохновило его на спонтанный монолог, названный «Цезарь».
В 1997, в канун нового года Игги был хэдлайнером ежегодного австралийского трёхдневного концерта Falls Festival. Он исполнил одно из самых запоминающихся выступлений в истории фестиваля. Один из зрителей сделал обратный отсчёт к новому году вместе с Попом, как часть конкурса, чтобы угадать новогоднее пожелание Игги (это было «Ничего не делать и получать большие деньги!»).
В 1999 Поп записывает вокал для сингла «Aisha» группы Death In Vegas, попавшего в британский Top10. В том же году он появляется на Hashisheen, The End Of Law, совместном проекте с Биллом Ласвеллом, Игги читает текст, на треках «The Western Lands» и «A Quick Trip to Alamu».
В начале-середине 1990-х, Игги несколько раз появлялся на шоу канала Nickelodeon — The Adventures of Pete and Pete, в качестве гостя. Он играл Джеймса Мекленберга, отца Ноны Мекленберг.

### Нынешняя карьера
В 2000 году Игги спел на композициях «Rolodex Propaganda» и «Enfilade», группы «At the Drive-In».
В 2001 году Поп продюсирует свой новый альбом «Beat 'Em Up», записанный с проектом «The Trolls» (состоящим из Игги Попа, Уайти Кирст, Пит Маршала, Алекса Кирста, Ллойда 'Музмэна' Робертса), и издает сингл «Football», исполненный вместе с «The Trolls», Уайти Кирст и её братом Алексом.
Чем больше у меня денег, чтобы слоняться туда-сюда, тем меньше я туда-сюда слоняюсь.
В альбоме 2003 года «Skull Ring» Поп сотрудничал с такими группами как Sum 41, Green Day, Peaches, и «The Trolls», а также с Роном и Скоттом Эштонами, воссоединяя трёх оставшихся членов группы The Stooges впервые с 1974 года. Поп появился в качестве гостя на песне Peaches «Kick It», а также на видео к ней. Также в 2003 году вышла его первая полная биография «Gimme Danger — The Story of Iggy Pop», написанная Джо Амброусом; Игги не сотрудничал с биографом и публично не подтверждал её. Имея приятные впечатления после работы с Эштонами в альбоме «Skull Ring», Поп возрождает The Stooges с басистом Майком Уоттом (бывшим в Minutemen) заменяющим Дэйва Александера и саксофонистом, уже игравшим в альбоме The Stooges «Fun House», Стивом Маккейном присоединившемся к ним. Вместе они регулярно проводят туры с 2004 года. В том же году Игги Поп открывал тур Мадонны — Madonna’s Reinvention World Tour в Дублине.
В 2005 Игги Поп снялся, наряду с Мадонной, Литтл Ричардом, Бутси Коллинсом и Questlove из группы The Roots, в американской рекламе для телефона Motorola ROKR. В начале 2006 года Игги и The Stooges играли в Австралии и Новой Зеландии на Big Day Out. Они также начали работу над новым альбомом «The Weirdness», который был записан с продюсером Стивом Альбини и выпущен в марте 2007 года. В августе 2006 года Игги и The Stooges выступали на фестивалях Lowlands в Нидерландах, Hodokvas в Словакии и The Sziget Festival в Будапеште.
Писатель Пол Трынка завершил биографию Игги Попа (с его благословения), названную «Open Up And Bleed» и опубликованную в начале 2007 года. Совсем недавно, 3 февраля 2007 года, Игги и The Stooges играли на свадьбе Бэма Марджеры, а также Поп появился на сингле «Punkrocker» с группой the Teddybears в телевизионной рекламе Cadillac. Поп также озвучивал персонажа Lil' Rummy из мультфильма Lil' Bush, транслируемый Comedy Central и подтвердил, что участвовал в озвучке эпизода Американский папаша! и видеоигры Grand Theft Auto IV, последняя также включает песню The Stooges «I Wanna Be Your Dog» (хотя в титрах только Игги Поп фигурирует в качестве автора). Игги и The Stooges выступали на фестивале Гластонбери в июне 2007 года. Их сэт-лист включал в себя материал из альбома The Weirdness и классические вещи, такие как «No Fun» и «I Wanna Be Your Dog». Также вызвало споры противоречивое интервью, данное в июне 2007 года, в репортаже BBC о фестивале Гластонбери. Он использовал расистский термин «paki shop», что вызвало три жалобы и извинения от BBC.

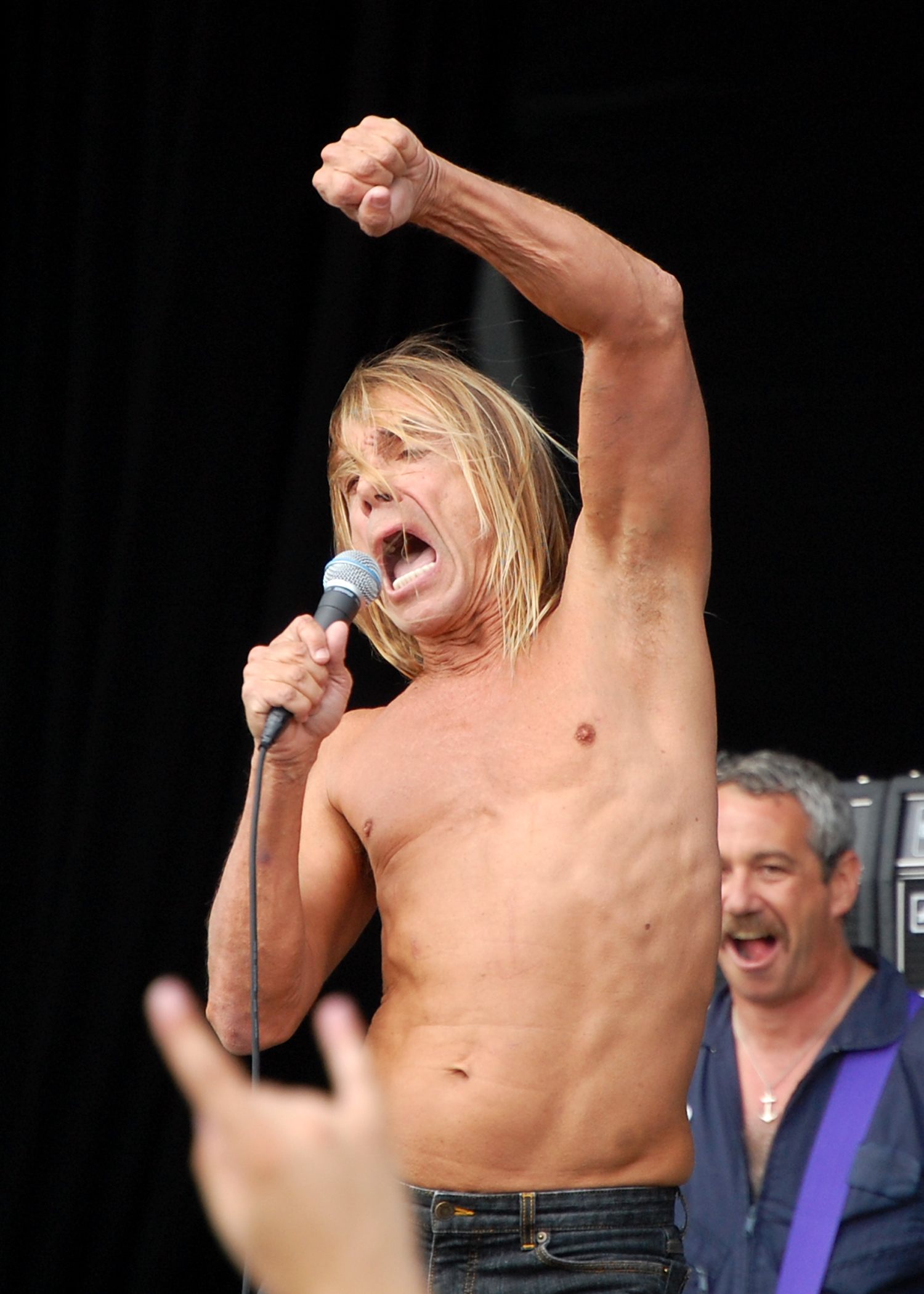
На сцене в 2007 году

Поп появился в качестве приглашённого гостя в новом альбоме Profanation (Preparation for a Coming Darkness), группы Билла Ласвелла Praxis, который был выпущен 1 января 2008. 10 марта 2008 Поп появился на церемонии включения Мадонны в Зал славы рок-н-ролла в Waldorf Astoria Hotel в Нью-Йорке. Вместе с The Stooges он спел два хита Мадонны хриплым голосом, «Burning Up» и «Ray of Light». Прежде, чем уйти со сцены, он пристально посмотрел на Мадонну, сказав фразу: «Вы заставляете меня чувствовать себя блестящим и новым, как девственница, совращённая в самый первый раз» («You make me feel shiny and new, like a virgin, touched for the very first time») из хита Мадонны «Like a Virgin». По словам гитариста Рона Эштона, Мадонна попросила The Stooges выступить там в знак протеста против Зала славы рок-н-ролла, куда до сих пор не были включены The Stooges, несмотря на то, что они шесть раз номинировались на введение туда. Поп также исполнял вокал на песне «No Fun», кавер-версии группы Asian Dub Foundation, в их альбоме 2008 года «Punkara».
Он заработал (с января 2009) £25 млн фунтов для благотворительной рекламной кампании Swiftcover, используя лозунг «Получи Жизнь».
6 января 2009 гитарист The Stooges, лично описываемый Игги как его лучший друг, Рон Эштон, был найден мёртвым, с признаками сердечного приступа. Ему было 60 лет. На его место вернулся Джеймс Уильямсон впервые за 29 лет.
Игги Поп сотрудничал с группой «Danger Mouse and Sparklehorse» в альбоме «Dark Night of the Soul», спев песню «Pain».
2 июня 2009 был выпущен новый сольный альбом Попа, «Préliminaires», вдохновлённый романом «Возможность Острова» («La Possibilité d’une île») (2005; Trans. as The Possibility of an Island by Gavin Bowd, 2006) французского писателя Мишеля Уэльбека (при рождении Мишель Тома). Игги было предложено сделать саундтрек для документального фильма про Мишеля и попробовать сделать фильм на основе его романа. Любимый персонаж Игги из романа Мишеля — небольшая белая собака по имени Лиса. Игги описывает свой новый альбом как «более тихий альбом с некоторым джазовым подтекстом». Первый сингл из альбома «King of the Dogs» содержит отсылки к звуку и находится под влиянием новоорлеанских джазовых музыкантов, таких как Луи Армстронг и Джелли Ролл Мортон. Игги также признается, что это — его ответ на то, чтобы быть «больным от слушания слабоумных головорезов с гитарами, строчащими дрянную музыку». Альбом будет доступен на легальных платный сайтах в формате CD и Deluxe Boxset, изданным в количестве 6000 единиц по всему миру. Этот Boxset содержит альбом «Préliminaires», включает коллекционный материал «Les Feuilles Mortes», «King Of The Dogs» 7 дюймов, на обложке которого изображён портрет Игги, выполненный Маржан Сатрапи, и 38-страничный буклет рисунков, выполненный также Маржан Сатрапи (англ. Marjane Satrapi).
Игги Поп исполнил песню «We’re All Gonna Die» в первом соло альбоме Слэша, который был назван именем музыканта — «Slash», и вышел в марте 2010 года.
Игги появился в видеоигре Lego Rock Band, он стал персонажем, поющим песню «The Passenger», а также озвучил голос за кадром в обучении к игре.
Под музыку песни «The Passenger» Игги Поп снялся в новозеландской рекламе телефонных сетей. Он продемонстрировал, как участники группы могут играть вместе (находясь в разных местах) с помощью телефонного звонка по конференции.
15 декабря 2009 было объявлено, что The Stooges будут введены в Зал славы рок-н-ролла 15 марта 2010. У Игги Попа было «приблизительно два часа сильной эмоциональной реакции» на новости.
После неудачного стэйдж дайвинга в толпу, в марте 2010, Поп заявил, что он больше не будет делать стэйдж дайвинг на концертах. Тем не менее, он сделал это три раза на концерте в Мадриде, 30 апреля 2010 года. Также Игги делал стэйдж дайвинг на выступлении в лондонском Hammersmith Apollo 2 мая 2010.
Новый альбом Après, полностью состоящий из каверов, был издан 9 мая 2012 года.
В 2012 году Игги Поп стал официальным послом Дня музыкального магазина. Этот праздник, отмечаемый в США ежегодно в третью субботу апреля, был придуман в 2007 году для поддержки мелких независимых музыкальных дистрибьюторов, а символическая должность посла праздника была введена в 2009 году. Комментируя получение почётного титула Игги Поп заметил, что и сам в молодости работал в музыкальном магазине, как и многие другие известные деятели в сфере рок-музыки.
В марте 2015 года стало известно, что Поп будет вести еженедельную музыкальную программу на BBC Radio 6 — «Iggy confidential». До этого музыкант был приглашённой звездой на подобных передачах, собирая аудиторию до 300 000 слушателей.
В конце 2015 года Игги Поп совместно с Джошем Хомми (Queens of the Stone Age) начал записывать альбом Post Pop Depression, который вышел 11 марта 2016 года.
22 июня 2016 года гитарист Stooges Джеймс Уильямсон сделал официальное заявление о том, что the Stooges больше нет:
The Stooges конец. По сути все мертвы, кроме Игги и меня. Так что было бы смешно пытаться гастролировать  как Iggy and the Stooges, когда в группе только один Stooge, а затем у вас есть сторонние парни.  Это не имеет никакого смысла для меня.
Уильямсон также добавил, что гастроли стали скучными, а попытка сбалансировать карьеру группы, равно как и Попа стала трудной задачей.
28 октября 2016 года на Eagle Rock Entertainment Игги Поп выпустил двойной концертный альбом Post Iggy Pop Depression: Live At The Royal Albert Hall (в виде DVD+2CD и в цифровом формате).
В 2017 году Игги Поп записал вокал к песне Oneohtrix Point Never «The Pure and the Damned», вошедшей в саундтрек криминального фильма Хорошее время.
27 июля 2018 года выпустил совместный с Underworld мини-альбом Teatime Dub Encounters. Ранее они исполнили свои песни для саундтрека к фильму Дэнни Бойла 1996 года На игле.
25 июня 2019 года The New York Times Magazine назвал Игги Попа среди сотен исполнителей, чей материал, как сообщается, был уничтожен во время пожара в Universal Studios Hollywood 2008 года.
6 сентября 2019 года вышел восемнадцатый студийный альбом Попа, Free.
В январе 2020 года Поп получил Премию «Грэмми» за музыкальные достижения всей жизни.
10 апреля 2020 года Поп выпустил альтернативный микс своей хитовой песни «China Girl» в рамках предстоящего 29 мая релиза The Bowie Years, нового бокс-сета из семи дисков, в котором представлены расширенные ремастированные версии его спродюсированных Боуи альбомов The Idiot и Lust for Life, изначально выпущенных в 1977 году. В бокс-сет должны войти ремастированные версии обоих студийных проектов 1977 года, а также их отрывки, альтернативные миксы и 40-страничная книга. Кроме того, два оригинальных альбома должны быть объединены с дополнительным альбомом концертного материала для создания отдельных двухдисковых роскошных изданий.
В декабре 2020 года Поп принял участие в переработке песни Элвиса Костелло «No Flag» из альбома Костелло 2020 года Hey Clockface . Песня является перезаписанной, с вокалом Попа, переведенным на французский язык для этой версии.
В декабре 2020 года был выпущен новый цифровой трек Попа под названием «Dirty Little Virus». С лирической точки зрения речь идёт о пандемии COVID-19.
В апреле 2021 года французская певица Клио выпустила дуэт с Игги Попом под названием «L’appartement».
В своём новом альбоме Breathe мастера Хаммонда Лонни Смита Поп исполняет вокал на двух треках: «Why Can't We Live Together» (кавер-версия оригинала Тимми Томаса) и «Sunshine Superman» (кавер-версия песни Донована). оригинал). Альбом вышел в марте 2021 года.
Поп сотрудничал с бельгийским композитором и скрипачкой Кэтрин Грейндордж над тремя треками для её нового EP The Dictator. Он был выпущен в сентябре 2022 года.
28 октября 2022 года был выпущен «Frenzy», первый сингл из грядущего альбома Попа, который ещё не получил название. В песне участвуют Дафф Маккаган и Чэд Смит.
10 ноября 2022 года было объявлено о предстоящем выпуске 6 января 2023 года (на лейблах Atlantic Records и Gold Tooth Records продюсера Эндрю Уотта) девятнадцатого студийного альбома Игги Попа, Every Loser.

## Карьера в кино

Игги Поп и Том Уэйтс, в фильме «Кофе и сигареты»

Игги Поп имеет обширную карьеру в кино, в основном появляясь в ярких небольших ролях и камео. Он появился в семнадцати кинофильмах, включая «Сид и Нэнси» (как камео), «Цвет денег», «Железяки» (озвучка), «Ворон 2: Город Ангелов», «Карапузы», «День Снега», «Плакса», «Танкистка» и «Atolladero» (испанский научно-фантастический вестерн), «Однажды в Стране чудес» (озвучка Гусеницы), Поп также поёт основную тему в Atolladero. Игги Поп снялся в двух культовых фильмах режиссёра Джима Джармуша «Мертвец» и «Кофе и сигареты» (собеседник Тома Уэйтса, в третьем эпизоде фильма, «Где-то в Калифорнии», музыканты Игги Поп и Том Уэйтс, играющие самих себя, встречаются в баре и под кофе выкуривают по сигарете в честь того, что бросили курить. Параллельно они ведут диалог о музыке и местных барах. Том Уэйтс рассказывает о том, что ему пришлось прямо на обочине дороги прооперировать пострадавшего. Игги вспоминает, что недавно услышал очень талантливого барабанщика, Том воспринимает это как оскорбление своему творчеству). Игги Поп — голос Животного из Другого Измерения в культовом мультфильме «Rock & Rule» и также поёт его песню «Pain and Suffering».
Он снялся в пяти телесериалах, включая «Байки из Склепа», «The Adventures of Pete & Pete», где он играл папу Ноны во втором и третьем сезонах, и «Звёздный путь: Глубокий космос 9», в котором он играл Yelgrun в эпизоде «The Magnificent Ferengi». Вместе с The Stooges он появился в эпизоде MTV's «Bam’s Unholy Union» как главная группа, выступающая на свадьбе Бэма Марджеры. Кроме того, часть музыкального видео Игги на песню «Butt Town» вошла в эпизод мультсериала «Бивис и Баттхед».
Поп был представлен в четырёх профилированных фильмах о рок музыке, его песни вошли в восемнадцать саундтреков к фильмам, включая: «Крокодил Данди 2», «На игле», «Карты, деньги, два ствола», Хаггард, «Аризонская мечта», в основной теме к фильму «Конфискатор» и «Kurt Cobain About A Son», 2006 года.

В фильме «Бархатная золотая жила» Юэн Макгрегор исполняет роль Курта Уайлда, персонажа, прототипом которого является Игги Поп. Макгрегор сам исполняет песни Попа «TV Eye» и «Gimme Danger» в фильме. Фильм получил название от одноимённой песни Дэвида Боуи «Velvet Goldmine»

Игги Поп, роль в фильме «Мертвец»

В фильме «Контроль» песня из альбома Попа «The Idiot» звучит, когда фронтмен «Joy Division» Ян Кертис повесился в своём доме в г. Маклсфилд (графство Чешир, Великобритания).
В шоу «Lil' Bush», выходившем на Comedy Central, Игги Поп озвучивал персонаж Lil' Rummy.
Игги Поп играет самого себя в качестве диджея вымышленной рок станции Liberty Rock Radio 97,7 в видеоигре Grand Theft Auto IV.
Поп озвучил персонажа в английской версии анимационного фильма «Персеполис».
Игги Поп также появился в камео, в мультсериале «Американский папаша!». В эпизоде «American Dream Factory» как барабанщик Джерри в группе Стива.
Игги принял участие в документальном фильме Ника Шихана о Брионе Гисине и «Машине сновидений» названным 'Вспышка' («FLicKeR») и вышедшем в 2008 году.
В 2008 году песни Попа появились в кинематографической адаптации романа-бестселлера Ирвина Уэлша, Экстази.
В январе 2009 года, Игги стал лицом Swiftcover, британской онлайн страховой компании. Реклама была запрещена администрацией Advertising Standards 28 апреля 2009 за то, что она вводила людей в заблуждение — это подразумевает, что Игги Поп имел страховой полис Swiftcover, в то время как компания не страховала других музыкантов.
Игги Поп продемонстрировал свой вокальный талант при озвучании видеоигры Driv3r, изданной ATARI в 2004 году.
Кавер-версия песни Ричарда Барри «Louie Louie» в исполнении Попа звучит на начальных титрах фильма Майкла Мура «Capitalism: A Love Story».
В 2010 году песня The Stooges «Search and Destroy» была использована в четвёртом эпизоде финального сезона сериала LOST, который получил название «The Substitute».
В 2013—2014 годах на экраны вышел американский телесериал «Однажды в Стране чудес» производства «ABC Studios», созданный Эдвардом Китсисом, Адамом Хоровицом, Стивом Перлманом и Заком Эстриным и являющийся спин-оффом сериала «Однажды в сказке». И, хотя сериал не имел успеха и был закрыт 27 марта 2014 года после одного сезона, харизматичный персонаж, озвученный Игги Попом, и имеющий прозрачное внешнее сходство с певцом, — Гусеница, делает существенную часть фильма. В некоторых эпизодах, (например — посещение Алисой и Валетом Подземелья), прослеживается отсылка к «Звёздным войнам» и неиллюзорная схожесть Гусеницы с Джаббой Хаттом.
В 2016 Игги вместе с Мишелем Уэльбеком снялся в документальном фильме To Stay Alive: A Method.
В 2019 году Игги Поп появился в роли одного из зомби в фильме Джима Джармуша «Мёртвые не умирают».

## Биографический фильм
В 2007—2008 годах в разработке находился биографический фильм о ранней карьере Попа с The Stooges, получивший название «The Passenger». Режиссёром фильма выступил Ник Гомес. Бюджет фильма составлял от 6 до 8 млн долларов. В роли Игги Попа выступит Элайджа Вуд. Выход фильма на большой экран ожидался в 2007 году, затем был перенесен на 2008, потом на 2010 год, но так и не вышел. В 2019 году упоминание о фильме исчезло из IMDB, что позволяет говорить о нём как о несуществующем.
Во время интервью Вуд признался, что он «испуган до смерти» участвуя в этом, потому что он — огромный поклонник Игги Попа, и он не хочет стать «человеком, ответственным за провал этого проекта». Он также сказал, что фильм будет вести хронологию эпохи The Stooges, по большей части.
Игги понравился сценарий, но он отказался принять участие в фильме, прокомментировав:

«Сценарий там — не абы что… Это произведение искусства. Но лично мне просто не хочется принимать во всём этом участие. Продюсер и автор прислали мне весьма достойное письмо и попросили меня ответить на него, если я буду против съемок этого фильма… Но, я не вижу в этой идее ничего плохого.»
Оригинальный текст (англ.)The script ain’t chopped liver… It was a work of art. But subjectively, I don’t want to be involved in any way. A producer and the writer sent me a very decent letter, and asked me to write back if I didn’t want them to do it… I don’t feel negative about it at all

Поп также назвал Вуда «состоявшимся и очень талантливым актёром».

## Влияние
Игги Поп заработал себе место в истории панк-рока, популяризируя многие свои выходки на сцене, которые теперь являются обыденными среди музыкантов: он был одним из первых, прыгавших со сцены в толпу и гулявших среди публики. Кроме того, в начале своей карьеры, он наносил себе порезы на концертах. Хотя Поп не записал ни одного альбома, попавшего в Top-10 или сингла-бестселлера, его влияние на рок-музыку является общепризнанным.
Сольный альбом Попа «The Idiot» оказал большое влияние на постпанк, электронику и индастриал, и был цитирован такими музыкантами, как Joy Division и Nine Inch Nails. Марк Эдвард Смит, Джонни Марр, Генри Роллинз, Ник Кейв и Джек Уайт, все они говорили, что альбом «Fun House» The Stooges «является лучшим рок альбомом всех времён». Ник Кейв и The Birthday Party однажды сделали 45-минутный сет, состоящий только из песен The Stooges, ещё в начале 1980-х под названием «The Cave Men». Одна из самых популярных групп бывшей Югославии, Azra, записали песню, названную «Iggy Pop» в их первом альбоме, выпущенном в 1980 году. Болгарская рок-группа D_2, также записала песню под названием «Iggy Pop», в своём третьем альбоме, выпущенном в 2006 году. Британские панк-рок-группы «the She Devils» и «Die Pretty», выпустили совместный сингл, под названием «Dance Like Iggy / Summertime» в 1999 году.
Игги Поп, наравне с Джимми Моррисоном, Генри Роллинзом, Сидом и другими звёздами рок-н-ролла, упоминается в песне российской рок-группы «КняZz» «Социальная программа».
Игги Поп упоминается в песне R.E.M. «I Took Your Name» и песне Red Hot Chili Peppers «Coffee Shop». Курт Кобейн много раз называл себя поклонником The Stooges и часто отмечал в своём дневнике их влияние, называя «Raw Power» своим любимым альбомом. Индастриал группа Nine Inch Nails упоминает трек «Nightclubbing», как вдохновивший на хит 1994 года «Closer» (и в действительности на нём, в самом начале, используется крайне искажённый семпл ударных из «Nightclubbing»). Kraftwerk упоминает о нём (наряду с Дэвидом Боуи) в своей песне «Trans-Europe Express». Американская панк-группа Secret Hate изобразила Игги Попа в образе распятого Христа на обложке альбома 2000 года Pop Cult Vomit.
Джеймс О’Барр, автор и художник комикса Ворон, использовал Игги Попа как вдохновение для анатомии и физического внешнего вида главного персонажа. Первоначально задумывалось снять Игги в роли Funboy, в адаптации фильма 1994 года, но из-за гастролей Попа пришлось отказаться от этой идеи. Но он всё же появился в продолжении фильма, Ворон 2: Город Ангелов. Покойный актёр Брэндон Ли, как говорили, базировал своё изображение Эрика Дрэвена на основе первого фильма о Игги Попе.
Одноимённый альбом группы «The Murder City Devils» (1997) содержит песню «Broken Glass», в которой Спенсер Муди поет о Игги Попе «ходит в тех узких штанах» и «.. без рубашки вообще.. катается на битом стекле.» Муди также использовал «прогулку среди публики» на многих концертах, как часто делал Поп.
Песня «Punk Rock» в альбоме «Come on Die Young» группы Mogwai, отдает дань уважения Игги Попу, поскольку на ней семплируется интервью Игги о панк роке, которое он дал CBC 11 марта 1977. В ходе этого интервью, Питер Гзовски попросил Игги охарактеризовать музыку, называемую панк-роком. Поп, которого называют «крестным отцом панка», сидя в кресле вертикально, он яростно и жёстко говорил, о используемым журналистом термине «панк» и закончил свою речь (или тираду) в возмущённом тоне.

«Я скажу вам о панк-роке: панк-рок — это слово, которое используют дилетанты и… бессердечные манипуляторы в отношении музыки, забирающей энергию, и тела, и сердца, и души, и время, и умы молодых людей, которые отдают ей то, что имеют, которые отдают ей всё, что имеют. И это термин, в основе которого лежит презрение; в его основе — мода, стиль, элитарность, сатанизм и всё, что есть гнилого в рок-н-ролле. Я не знаю Джонни Роттена… но я уверен, я уверен, что он вкладывает в то, что делает, так много крови и пота, как это делал Зигмунд Фрейд.
Понимаете, то, что вам слышится как просто нагромождение мусорного шума… на самом деле… блестящая музыка гения… меня. И в этой музыке столько мощи, что она мне совершенно неподвластна. И когда она меня захватывает, я не ощущаю удовольствия, и я не ощущаю боли — ни физически, ни эмоционально. Вы понимаете, о чём я говорю? Вы когда-нибудь чувствовали что-либо подобное? Когда вы просто… когда вы просто не способны ничего ощутить, да и не желаете. Вы знаете, каково это? Вы понимаете, что я говорю, сэр?»
Оригинальный текст (англ.)I’ll tell you about punk rock: punk rock is a word used by dilettantes and, uh… and, uh… heartless manipulators, about music… that takes up the energies, and the bodies, and the hearts and the souls and the time and the minds, of young men, who give what they have to it, and give everything they have to it. And it’s a… it’s a term that’s based on contempt; it’s a term that’s based on fashion, style, elitism, satanism, and, everything that’s rotten about rock 'n' roll. I don’t know Johnny Rotten… but I’m sure, I’m sure he puts as much blood and sweat into what he does as Sigmund Freud did.

You see, what, what sounds to you like a big load of trashy old noise… is in fact… the brilliant music of a genius… myself. And that music is so powerful, that it’s quite beyond my control. And, ah… when I’m in the grips of it, I don’t feel pleasure and I don’t feel pain, either physically or emotionally. Do you understand what I’m talking about? Have you ever, have you ever felt like that? When you just, when you just, you couldn’t feel anything, and you didn’t want to either. You know, like that? Do you understand what I’m saying, sir?

## Награды
2 ноября 2009 года в Лондоне журнал «Classic Rock» вручил Игги Попу награду Classic Rock Roll Of Honour в номинации «Живая легенда».
В 2020 году Игги Поп получил премию «Грэмми» за значительный вклад в индустрию звукозаписи.

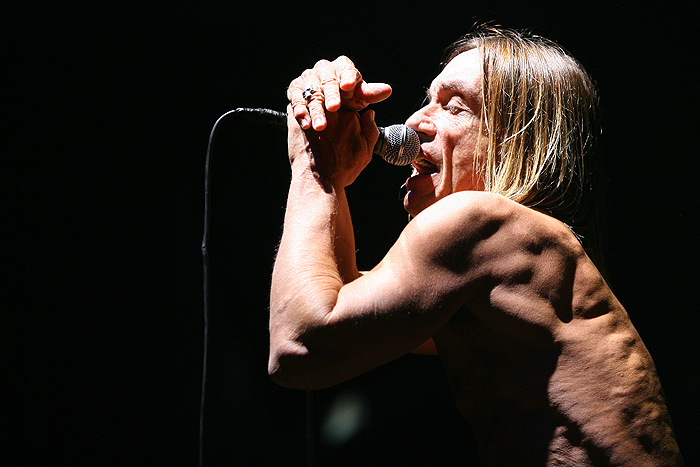
Игги на сцене

## Личная жизнь
У Игги Попа есть внебрачный сын Эрик Бенсон (род. в 1970) от Полетты Бенсон. Игги был женат трижды: первый раз на Венди Вайсберг в 1968 году (спустя несколько недель после заключения брак был аннулирован), второй его брак был с Сачи Асано (1985—1999) и третий — с Ниной Алу.

## Дискография
- The Idiot (1977)
- Lust for Life (1977)
- New Values (1979)
- Soldier (1980)
- Party (1981)
- Zombie Birdhouse (1982)
- Blah Blah Blah (1986)
- Instinct (1988)
- Brick by Brick (1990)
- American Caesar (1993)
- Naughty Little Doggie (1996)
- Avenue B (1999)
- Beat 'Em Up (2001)
- Skull Ring (2003)
- Preliminaires (2009)
- Après (2012)
- Post Pop Depression (2016)
- Free (2019)
- Every Loser (2023)

## Фильмография
- «The Venture Brothers» / «Братья Вентура» — появляется в анимационном сериале в одной из серий вместе с Дэвидом Боуи
- «Hold Tight!» — гастролёр (телесериал, 1982)
- «Rock & Rule» / «Ring of Power» — голос монстра из другого измерения (1983)
- «Sid and Nancy» / «Сид и Нэнси» — Prospective guest (1986)
- «The Color of Money»/ «Цвет денег» — Skinny Player on Road (1986)
- «Tales from the Crypt»/«Байки из склепа» (2 сезон 8 эпизод, 1989)
- «Cry-Baby» / «Плакса» — дядюшка Бельведер Рикеттс (1990)
- «Hardware» — Angry Bob (1990) — голос радиоведущего Злого Боба (на экране не появляется)
- «Кофе и сигареты» («Coffee and Cigarettes») — сыграл себя в третьей новелле «Somewhere in California» (1993)
- «The Adventures of Pete & Pete» / «Farewell, My Little Viking» — James Mecklenberg (3 эпизода, 1994—1996)
- «Atolladero» — Madden (1995)
- «Танкистка» — Rat Face (1995)
- «Мертвец» («Dead Man») — Salvatore 'Sally' Jenko (1995)
- «The Crow: City of Angels» / «Ворон 2: Город Ангелов» — Curve (1996)
- «The Brave» — Man Eating Bird Leg (1997)
- «Star Trek: Deep Space Nine» — Yelgrun (эпизод, 1998)
- «The Rugrats Movie» — голос персонажа Newborn Baby (1998)
- «Snow Day» — Mr. Zellweger (2000)
- «Fastlane» — Teddy McNair (Эпизод «Ray Ray» в сериале, 2002)
- «Wayne County Ramblin'» — Simon (2006)
- «American Dad!» — Jerry (Эпизод в мультсериале «American Dream Factory», 2007)
- «Lil' Bush: Resident of the United States» — Lil' Rummy (Lil' Bush в США) (13 эпизодов, 2007—2008)
- «Глоток» (2009)
- «Сорванцы» (2013)
- «Кровавый апельсин» (2016)
- «Оставаться живым» — To Stay Alive: A Method (2016) — играет самого себя
- «Gimme Danger. История Игги и The Stooges» (2016) — играет самого себя
- «Мёртвые не умирают» (2019) — зомби в кафе

### Игрография
- «Driv3r» — голос Baccus (2004)
- «Grand Theft Auto 4» — ведущий «Liberty Rock Radio» (2008)

### Музыка к видеоиграм
- «Grand Theft Auto IV» — «I Wanna Be Your Dog» (2008)
- «SingStar Amped» — исполнитель «Real Wild Child (Wild One)» (2007)
- «Scarface: The World is Yours» — «The Passenger» (2006)
- «Guitar Hero II» — «Search And Destroy» (2006)
- «MTX Mototrax» — «Funhouse» (2006)
- «Tony Hawk’s Underground 2 Remix» — «1970» (2005)
- «Driv3r» — автор «Gimme Danger» (2004)
- «Driver: Parallel Lines» / «Neighborhood Threat» (2006)
- «Vietcong» — «I Wanna Be Your Dog» (2003)
- «Project Gotham Racing 2» — автор «Beat Em Up» (2003)
- «Gran Turismo 3: A-Spec» (2001)
- «Va mourire» / «Up Yours» (1995)
- «Watch Dogs» / «Gimme Danger (Remix)» (2014)

### Музыка к фильмам
- «Transporter 3» — автор «I Wanna Be Your Dog» (2008)
- «Seitenblicke» — исполнитель «The Passenger» (ТВ эпизод от 27 мая 2008)
- «Halloween» — автор и исполнитель «1969 (Live)» (2007)
- «Shoot 'Em Up» — автор и исполнитель «Private Hell» (2007)
- «Smokin' Aces» — автор «Down on the Street» (2006)
- «Stay» — автор «I Wanna Be Your Dog» (2006)
- «Coachella» — автор «I Wanna Be Your Dog» (2006)
- «PIG — Wood Slaughterhouse» — автор «Search and Destroy» (2005)
- «The Weather Man» — исполнитель «The Passenger» (2005)
- «I’m Going to Tell You a Secret» — автор «Dirt» (2005)
- «Whatever Happened to the Gender Benders?» — автор и исполнитель «Nightclubbing» (ТВ, 2005)
- «Just Like Heaven» — автор «Lust for Life» (2005)
- «Grattis världen» (телесериал, 2005)
- «Lords of Dogtown» — автор «Success», «Loose», «T.V. Eye», исполнитель «Success» (2005)
- «House of Wax» — автор «Dirt» (2005)
- «The Jacket» — исполнитель «We Have All the Time in the World» (2005)
- «The Life Aquatic with Steve Zissou» — автор «Search and Destroy» (2004)
- «Friday Night Lights» — автор «I Wanna Be Your Dog» (2004)
- «Let’s Rock Again!» — автор «1969» (2004)
- «The School of Rock» — «T.V. Eye» (2003)
- «Wonderland» — автор (1973 год) и исполнитель «Search and Destroy» (2003)
- «Coffee and Cigarettes» — автор «Down on the Street», исполнитель «Louie Louie» (2003)
- «Janis et John» — текст и исполнение «Tonight» (2003)
- «Haggard: The Movie» — автор «Search and Destroy» (2003)
- «The Wire» — «Search and Destroy» (эпизод «Ebb Tide», 2003)
- «16 Years of Alcohol» — автор «Raw Power» (2003)
- «Prey for Rock & Roll» — автор «I Wanna Be Your Dog» (2003)
- «End of the Century» — автор «No Fun», «Down on the Street» (2003)
- «A Guy Thing» — автор «Lust for Life» (2003)
- «24 Hour Party People» — автор «No Fun», автор и исполнитель «The Passenger» (2002)
- «I Live in a Bush World» — автор «African Man» (2002)
- «Knockaround Guys» — автор «Down on the Street» (2001)
- «He Died with a Felafel in His Hand» — автор «The Passenger»(2001)
- «Freddy Got Fingered» — исполнитель «I’ve Gotta Be Me» (2001)
- «Intimacy» — исполнитель «Consolation Prizes» (1977), «Penetration» (1973)) («Consolation Prizes» (1977), «Penetration» (1973) (2001)
- «Dogtown and Z-Boys» — автор «I Wanna Be Your Dog», «Gimme Danger» (2001)
- «When Brendan Met Trudy» — исполнитель «The Passenger» (2000)
- «Almost Famous» — автор «Search and Destroy» (2000)
- «The Filth and the Fury» — автор «No Fun» (2000)
- «Bauhaus: Gotham» — автор «The Passenger» (1999)
- «The Rugrats Movie» — исполнитель «This World Is Something New to Me» (1998)
- «SLC Punk!» — автор «1969», «Little Doll», «We Will Fall» (1998)
- «Lock, Stock and Two Smoking Barrels» — автор «I Wanna Be Your Dog» (1998)
- «Whatever» — автор «Gimme Danger» (1998)
- «Velvet Goldmine» — автор «T.V. Eye», «Gimme Danger» (1998)
- «Wild Things» — исполнитель «Louie, Louie» (1998)
- «The Wedding Singer» — автор «China Girl» (1998)
- «Great Expectations» — автор и исполнитель «Success» (1998)
- «The Brave» (1997)
- «Space Goofs» (телесериал, 1997)
- «The Crow: City of Angels» — автор и исполнитель «I Wanna Be Your Dog» (1996)
- «Basquiat» — исполнитель «Lust for Life» (1996)
- «Trainspotting» — автор и исполнитель «Nightclubbing», «Lust For Life» (1996)
- «Brit Awards 1996» — исполнитель «Passenger» (ТВ, 1996)
- «The Babysitter» — автор и исполнитель «HATE» (1995)
- «Batman Forever» — текст «The Passenger» (1995)
- «Tank Girl» — автор и исполнитель «Wild, Wild Thing» (1995)
- «Beavis and Butt-head» — исполнитель «Butt Town» (эпизод «Temporary Insanity» в мультсериале, 1994)
- «Arizona Dream» (1993)
- «Freddy’s Dead: The Final Nightmare» — исполнитель «Why Was I Born? (Freddy’s Dead)» (1991)
- «Problem Child 2» — исполнитель «Real Wild Child» (1991)
- «The Fresh Prince of Bel-Air» — исполнитель «Butt Town» (эпизод «Nice Lady» в телесериале, 1991)
- «Hardware» — исполнитель «Cold Metal», «Bad Life» (1990)
- «Problem Child» — исполнитель «REAL WILD CHILD» (1990)
- «Shocker» — исполнитель «Love Transfusion» (1989)
- «Black Rain» — исполнитель «LIVING ON THE EDGE OF THE NIGHT» (1989/I)
- «Slaves of New York» — текст и исполнение «Fall in Love with Me» (1989)
- «Adventures in Babysitting» — «Real Wild Child» (1987)
- «Athens, Ga. — Inside/Out» — автор «Search and Destroy» (1987)
- «Dogs in Space» — «Dogfood», «The Endless Sea»*(1987)
- «Sid and Nancy» — автор «I Wanna Be Your Dog» (1986)
- «The Boys Next Door» — исполнитель «I Got Nothin'» (1985)
- «Just One of the Guys» — автор «Down on the Street» (1985)
- «Desperately Seeking Susan» — текст и исполнение «LUST FOR LIFE» (1985)
- «Repo Man» — автор и исполнитель «Repo Man Theme Song» (1984)
- «The Hunger» — автор и исполнитель «Funtime» (1983)
- «Rock & Rule» — «Pain & Suffering» (1983)
- «D.O.A.» — автор и исполнитель «Nightclubbing», «Lust for Life» (1980)
- «Up the Academy» — музыка «Gimme Danger», «Night Theme» (1980)
- «Chuck» (телесериал, 2 сезон 6 серия) — исполнитель «Pumping For Jill» (2008)
- «Dark Shadows» — «I’m Sick of You» (2012)
- «Gimme Danger. История Игги и The Stooges» (2016)